# Bem de consumo

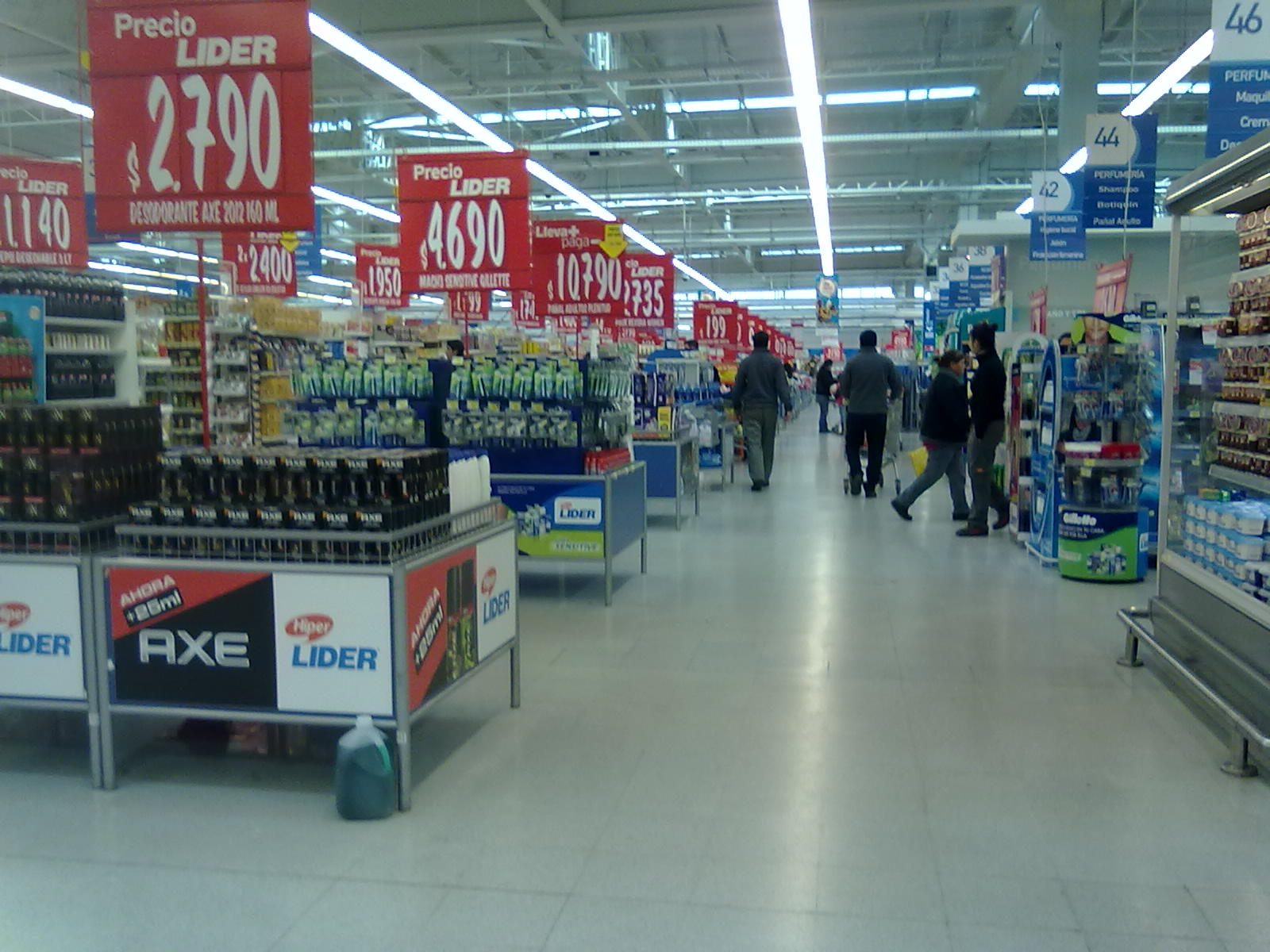
Bens de consumo, supermercado

Bens de consumo (ou bens de consumo familiar) são os bens utilizados pelos indivíduos ou famílias. Tendo em conta que podem ser utilizados imediatamente na satisfação de uma necessidade, são também considerados bens diretos, por exemplo: a água, o pão e o automóvel. Ao contrário, os bens de produção são indiretos, como por exemplo: o trigo, o petróleo em rama, uma máquina agrícola.

## Divisão quanto à sua durabilidade
Os bens de consumo, geralmente, são considerados quanto à sua duração: bens duráveis, bens semi-duráveis e não duráveis. Os bens de consumo duráveis são aqueles que podem ser usados várias vezes e durante longos períodos de tempo, como um carro, uma geladeira ou uma máquina de lavar, os bens de consumo semi-duráveis, são os que se desgastam aos poucos, devido à sua utilização, exemplo, o vestuário e o calçado, por último os bens não duráveis são os destinados a serem consumidos no imediato, como por exemplo, um chocolate ou um gelado.

## Bens de consumo versus bens de capital
A quantidade de bens de consumo e de capital que são comercializados num determinado país, reflete o nível de vida da população, os seus gostos e as características da sociedade em questão.Esta análise permite, ainda, avaliar a sua capacidade económica. Assim, importará saber em que proporções a produção se orientou para bens de consumo e de capital, tendo em conta que o desenvolvimento económico exige um certo equilíbrio entre a produção/comercialização de bens de consumo ou bens diretos e bens de capital ou indiretos.